# Casa Soho
La Casa Soho es una casa del siglo XVIII en Handsworth (parte de Birmingham, Reino Unido, desde 1911, pero históricamente parte del condado de Staffordshire). Fue la casa  del empresario Matthew Boulton de 1766 hasta su muerte en 1809, y un sitio de reunión regular de la Sociedad Lunar de Birmingham. Actualmente es un museo que conmemora la vida de Matthew Boulton, su colaboración con James Watt, su afiliación en la Sociedad Lunar y su contribución a la Revolución Industrial. 

## Historia
Matthew Boulton, uno de los empresarios más importantes del siglo XVIII, adquirió el arrendamiento del molino de Soho en 1761 y lo convirtió en la fábrica de Soho. La cabaña junto al molino fue expandida varias veces hasta convertirse en la Casa Soho. Boulton se mudó a la Casa Soho cuándo la fábrica fue terminada. Esta fábrica fue derribada en 1863.
En 1766, Boulton fue uno de los fundadores de la Sociedad Lunar. En 1789, Boulton encargó a Samuel Wyatt extender el edificio y renovar por completo los jardines. El trabajo de expansión de la casa fue completado en 1796 seguido por diseños de James Wyatt, hermano de Samuel, para la adición de una fachada a la entrada principal. James Wyatt fue también responsable del gran comedor, recinto regular para las reuniones de la Sociedad Lunar.
Después de la muerte de Boulton, ocurrida en la casa,  fue heredada por su hijo Matthew Robinson Boulton y más tarde su nieto, Matthew Piers Watt Boulton, quién finalmente la vendió en 1850. A partir de entonces tuvo varios dueños, hasta ser adquirido  por el  Ayuntamiento de Birmingham en 1990 [8] y siendo abierta al público como museo en 1995.

## Características

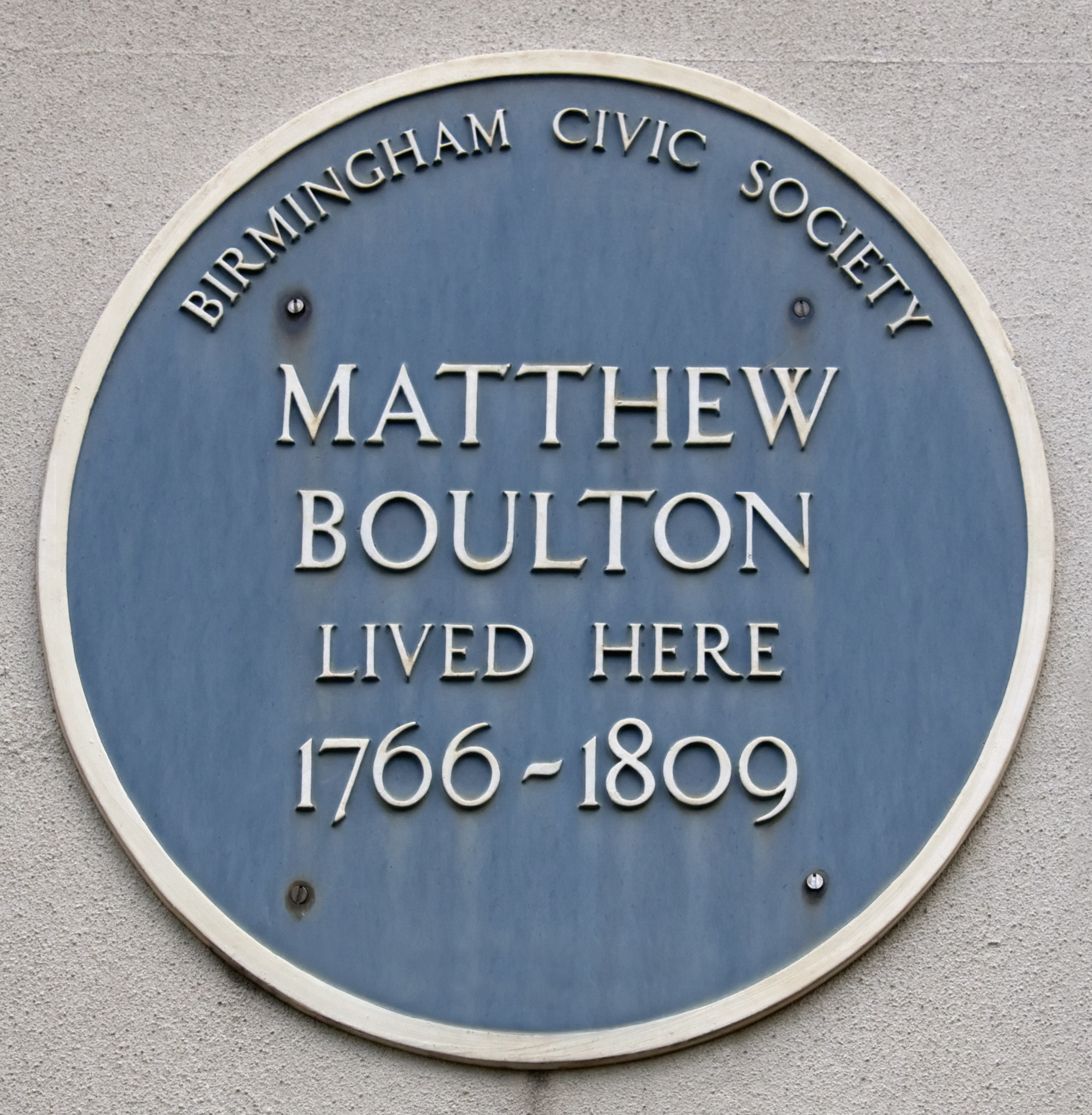
Placa Azul

La Casa Soho ha sido restaurada, manteniendo su aspecto del sigo XVIII,[10] con "finas colecciones de ormolú, plata, mobiliario y pinturas". De interés particular son las piezas de plata y ormolú, las cuales fueron hechas en la fábrica de Soho, y el reloj sideral de ormolú hecho por Boulton y Fothergill, en 1772. El jardín, que en el pasado tuvo una extensión de más de 100 acres, pero ahora no excede de medio acre, contiene un paseo con esfinges, fechadas alrededor de 1795. Parte del jardín ha sido recreada utilizando las notas de plantas de Boulton.

## Museo
La Casa Soho es sitio patrimonial y es un museo que forma parte de Museo y Galería de Arte de Birmingham. La Casa organiza exposiciones de interés local y comunitario. Hay un costo de admisión para la casa, pero los jardines son de libre acceso. Artistas en residencia en la Casa han incluido a Vanley Burke y Pauline Bailey.